# Crónica de vencidos Canarias: resistentes de la guerra civil
La Crónica de vencidos Canarias: resistentes de la guerra civil es un libro de género histórico de Ricardo García Luis sobre los inicios del golpe de Estado de 18 de julio de 1936, el cual desembocaría en una guerra civil.
Obra ubicada en los sucesos y represión ocurrida en las Islas Canarias y algunos ámbitos externos.

## Contenido
El libro, dividido en capítulos, analiza con situaciones personalizadas distintos sucesos y sus desenlaces, desde fugados, desaparecidos, fusilados hasta detenidos en campos de concentración extranjeros, en una época en que imperaba la arbitrariedad y la muerte.